# Вулиця Якова Зайка
Вулиця Якова Зайка — вулиця в Корольовському районі міста Житомир.
Названа на честь Героя України Якова Зайка, українського журналіста, політика, Народного депутата України. Розміщується на Мар'янівці.

## Історія

### Історія зміни назв
Попередні назви — Мар'янівський провулок, вулиця Мар'янівська та вулиця Бугайченка.
У 1909, 1915, 1941—1942 роках відома як Мар'янівський провулок. До 1975 року — вулиця Мар'янівська. У 1975 році перейменована на вулицю Бугайченка.
Відповідно до розпорядження Житомирського міського голови від 19 лютого 2016 року № 112 «Про перейменування топонімічних об'єктів та демонтаж пам'ятних знаків у м. Житомирі», перейменована на вулицю Якова Зайка.
Під час громадських обговорень щодо перейменувань розглядалась пропозиція назвати цю вулицю Шипшинова.

### Історія формування вулиці
Ділянка вулиці між нинішніми Київським шосе та 1-м Мар'янівським провулком сформувалася на початку ХХ століття. Переважна кількість садибної житлової забудови вздовж вищевказаної ділянки вулиці сформована станом на 1930-ті — початок 1940-х років. У 1950-х роках вулиця продовжила формуватися як просіка. Станом на 1968 рік вулиця та її забудова сформовані.